# Храм Святого Николая Чудотворца (Ташкент)
Храм Святого Никола́я Чудотво́рца — снесённый православный храм Ташкентской и Узбекистанской епархии Среднеазиатского митрополичьего округа Русской православной церкви, располагавшийся в Ташкенте (Узбекистан). Освящён в честь Николая Чудотворца.

## История
Храм и казармы были построены в 1901 году. Храм освящён 21 июля 1902 года. Построен в переселенческом посёлке Никольское (ныне город Ташкент) на средства известного ташкентского коммерсанта Н. И. Иванова.
Храм имел форму прямоугольника. Здание храма вместимостью 200 человек было выложено из жжёного кирпича. До формирования дисциплинарной роты (около 1906) казармы и храм находились при 2-м Ходжентском резервном батальоне.
По штату при церкви были положены один священник и псаломщик. Казённая квартира священника располагалась при дисциплинарной роте. В 1930 году храм был снесён.
В 1954 году священник о. Сергий Никитин купил землю и дом, где разместилась домовая церковь — Храм Священномученика Ермогена.

## Фото

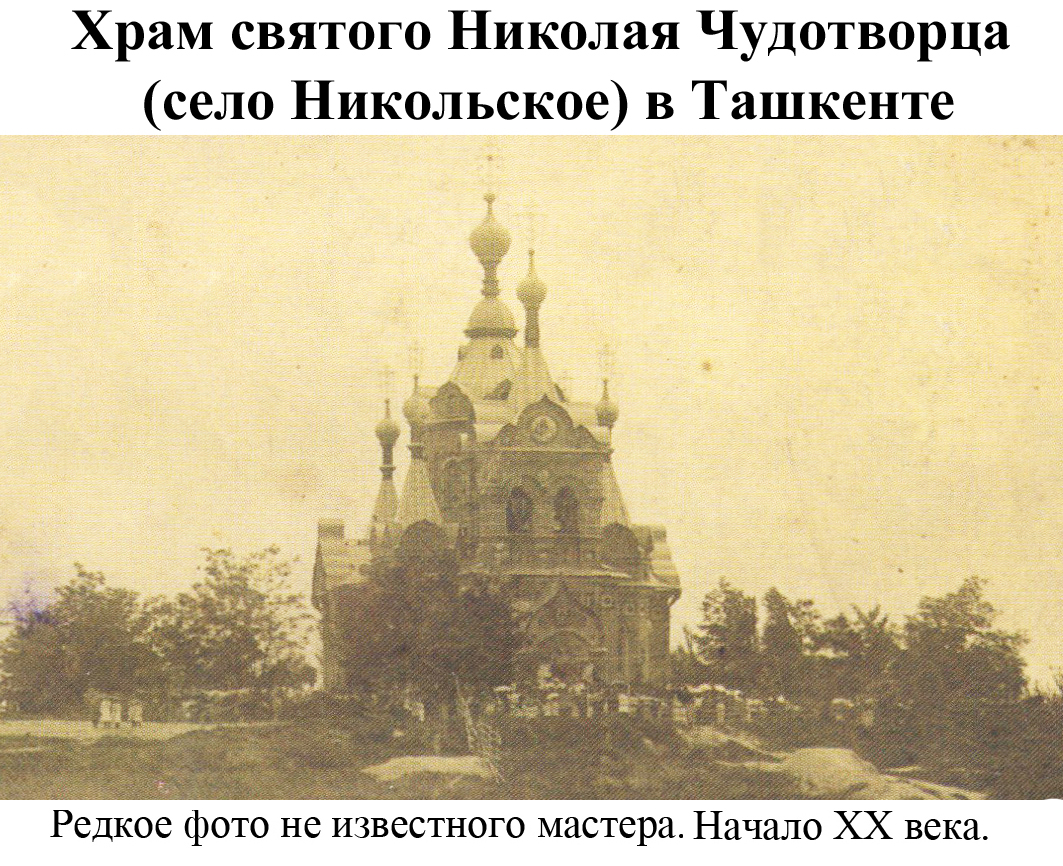
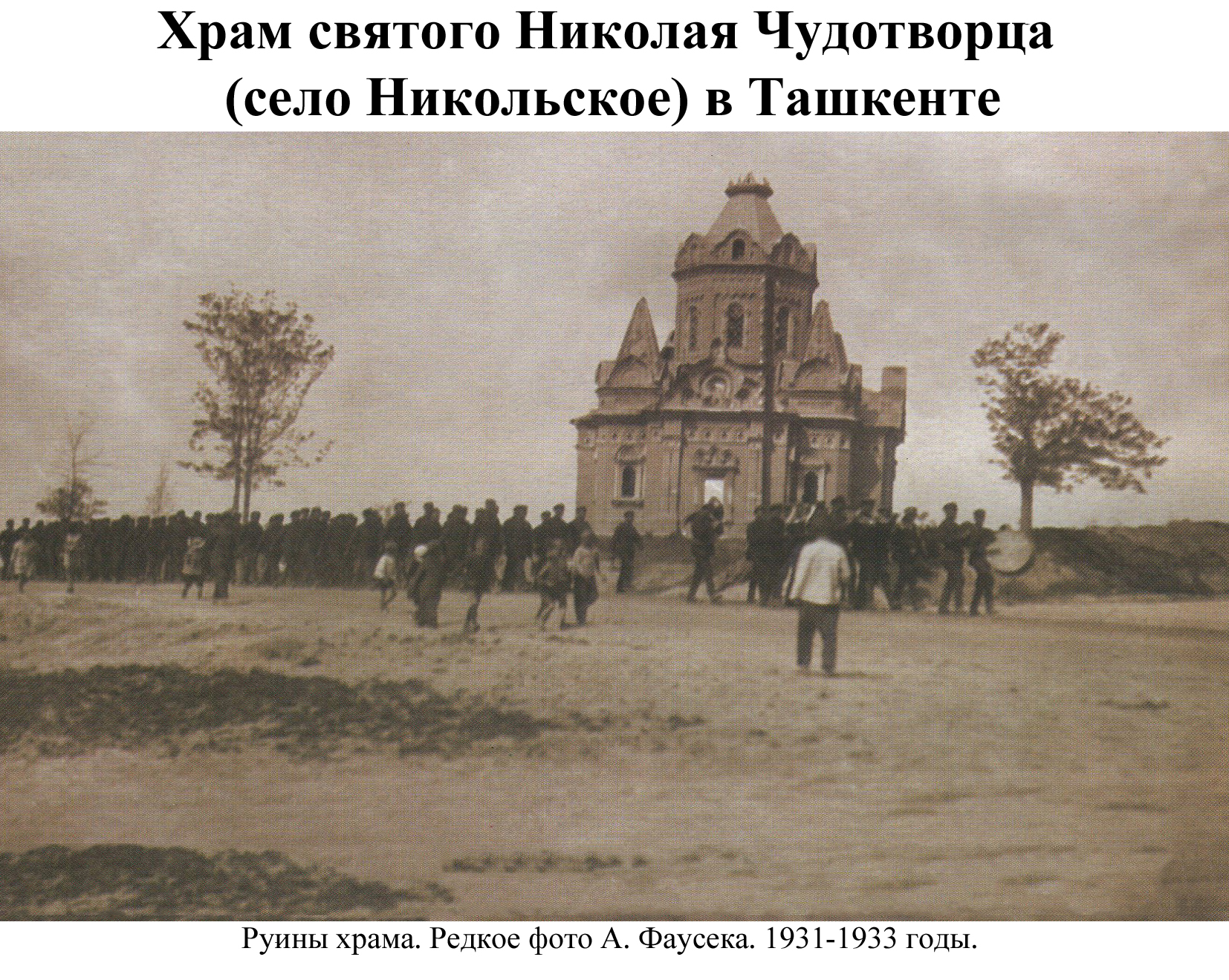
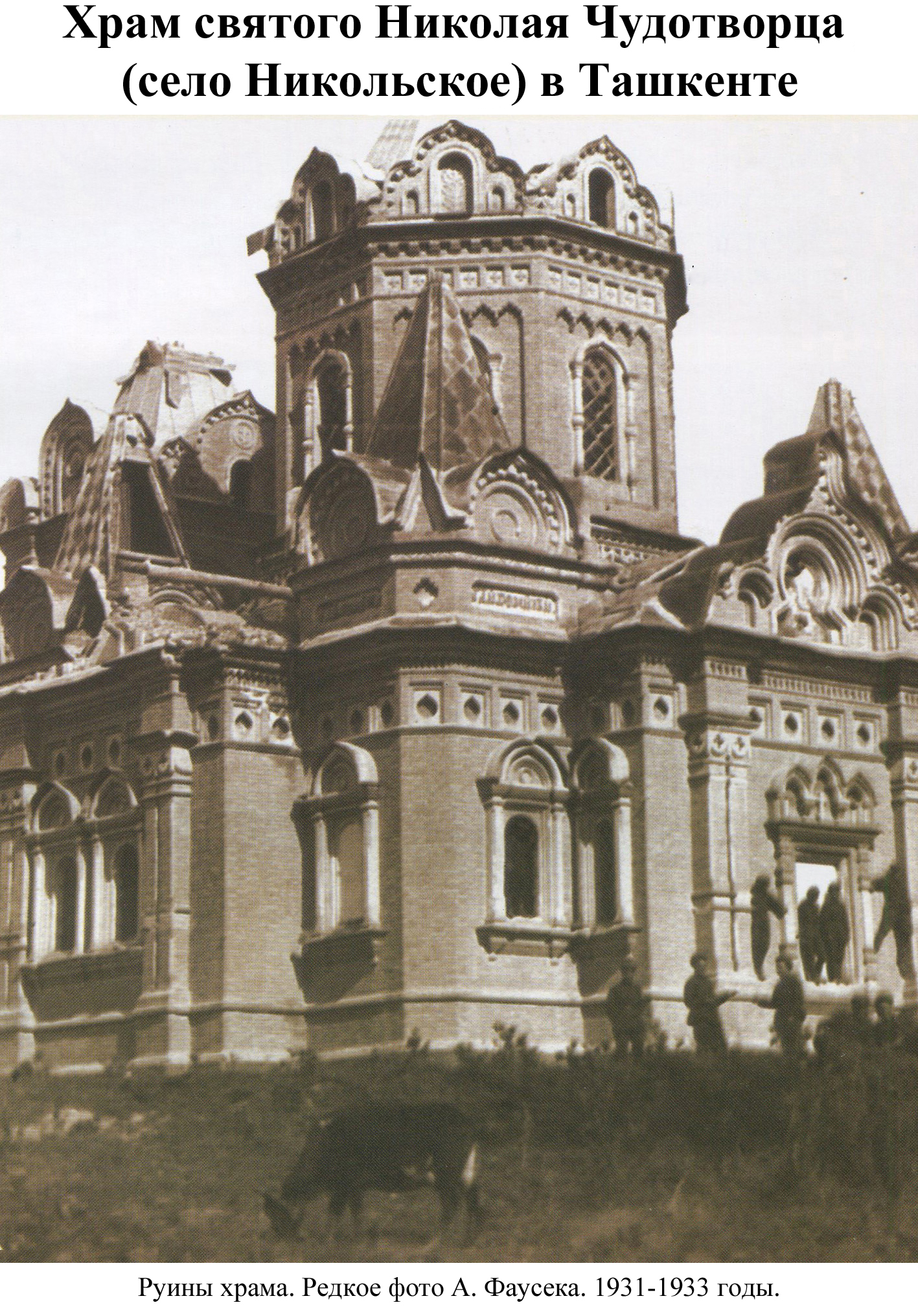
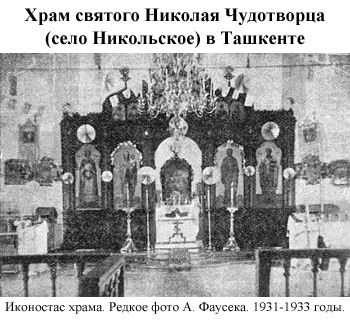